# 哈纳斯·桑地
哈纳斯·桑地（2000年3月3日—），全名哈纳斯·考尔·桑地，是印度模特和选美皇后，曾被加冕为2019年印度旁遮普小姐及2021年环球小姐，是印度第三位赢得环球小姐冠军的选手。